# 2009年世界陸上競技選手権大会アイスランド選手団
2009年世界陸上競技選手権大会アイスランド選手団は、2009年8月15日から8月23日までドイツのベルリンで開催された第12回世界陸上競技選手権大会のアイスランド選手団。

## 選手団
- 人員: 選手 2人

## 選手名簿・結果
| ベルグル・インギ・ペトゥルソン     | 男子ハンマー投 | 68.62m | 31位 | 予選敗退 | 予選敗退 | 予選敗退 | 予選敗退 |
| アウスディス・ヒャルムスドッティル | 女子やり投     | 55.86m | 22位 | 予選敗退 | 予選敗退 |          |          |